# Улица Драгише Лапчевића (Звездара)
| Улица Драгише Лапчевића | Улица Драгише Лапчевића |
| ----------------------- | ----------------------- |
|                         |                         |
| Општина                 | Звездара                |
| Почетак                 | Улица Љубице Луковић    |
| Крај                    | Волгина улица           |
| Дужина                  | 400 m                   |
| Ширина                  | 20 m                    |
| Створена                | 1940.                   |
| Названа                 | 1940.                   |
|                         |                         |
|                         |                         |
| Улица Драгише Лапчевића |                         |

Улица Драгише Лапчевића се налази на Општини Звездара, изнад Новог гробља. Протеже се од Улице Љубице Луковић бр.22, поред  Неродимске, до Волгине улице, у дужини од 400м.

## Име улице
Улица је добила назив по Драгиши Лапчевићу, српском политичару, новинару и историчару. Овај назив Улица је добила још 1940. године и дан данас носи то име.

### Драгиша Лапчевић
Драгутин „Драгиша“ Лапчевић је рођен 1864. године у Ужицу, а умро је 1939. године. Био је српски новинар и политичар, један од оснивача и вођа Српске социјалдемоктратске партије. 1903. године је изабран за њеног председника, две године касније подноси оставку због искључења из партије Скерлића.

## Значајни објекти у околини
- Неродимска бр. 2, Канцеларије за младе ГО Звездара[3]
- Панте Срећковића бр. 2, Висока школа ликовних и  примењених  уметности  струковних студија
- Панте Срећковића бр. 10, Дечји вртић „Зора“
- Панте Срећковића бр. 18, Ресторан Нова Тиха ноћ
- Панте Срећковића бр. 29, Ресторан Пахуљица
- Институт Михајло Пупин
- Научно-технолошки парк
- Студентски дом „Слободан Пенезић Крцун“
- Студентски дом „Патрис Лумумба“

## Парк у близини
Звездарска шума